# Ейнсли Мейтленд-Найлс
Ейнсли Кори Мейтленд-Найлс (на английски: Ainsley Cory Maitland-Niles; роден на 29 август 1997 г. в Лондон), е английски футболист, играе като крило и се състезава за френския Олимпик Лион.

## Клубна кариера
Мейтленд-Найлс е продукт на школата на Арсенал като е част от нея от шест годишен. През сезон 2013/14 едва на 16 години е част от отбора на Арсенал до 21 години. На 24 октомври 2014 година подписва първия си професионален контракт с клуба.
На 9 декември 2014 година прави дебюта си в професионалния футбол на едва 17 години и 102 дни при гостуването на Галатасарай в мач от турнира Шампионска лига. Мейтленд-Найлс заменя на почивката Аарън Рамзи, а Арсенал печели мача с 4-1. С тази си поява става вторият най-млад играч, представял Арсенал в Шампионска лига след Джак Уилшър. Четири дни по-късно дебютира във Висшата лига на Англия, заменяйки в добавеното време Алекс Окслейд-Чембърлейн при победата с 4-1 над Нюкасъл.
На 2 юли 2015 година Мейтленд-Найлс преминава под наем в отбора от Чемпиъншип Ипсуич Таун с договор до края на сезона. Взима фланелката с номер 7.

## Национален отбор
Мейтленд-Найлс представя националните отбори на Англия до 17 и 18 години.